# Kis goda

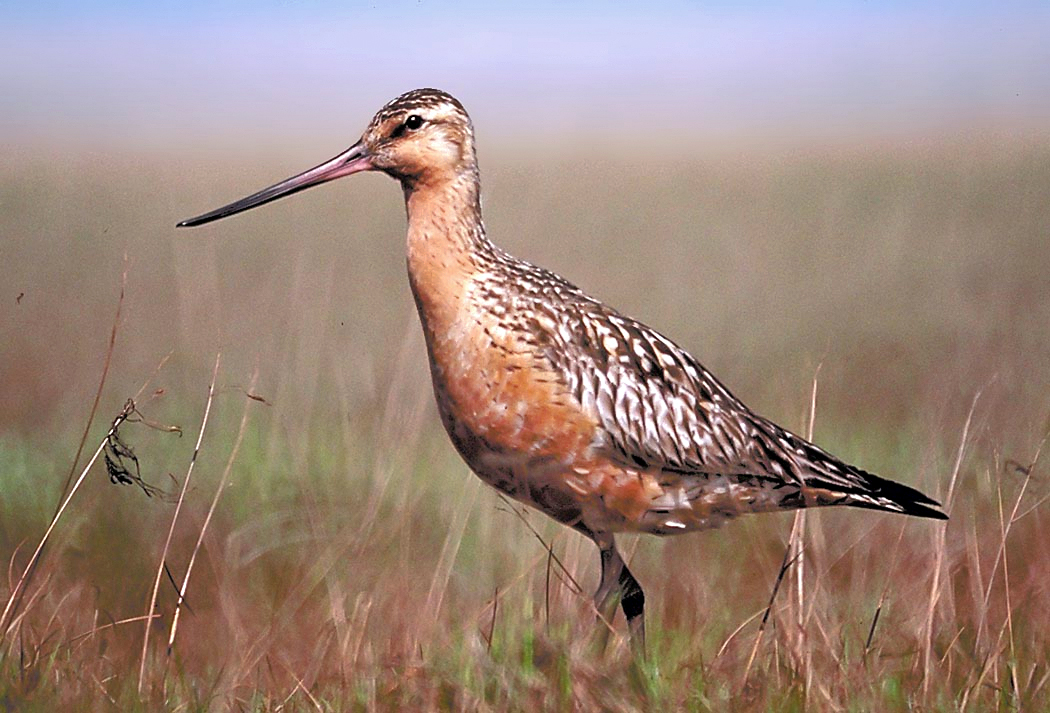
Hím egyed násztollazatban

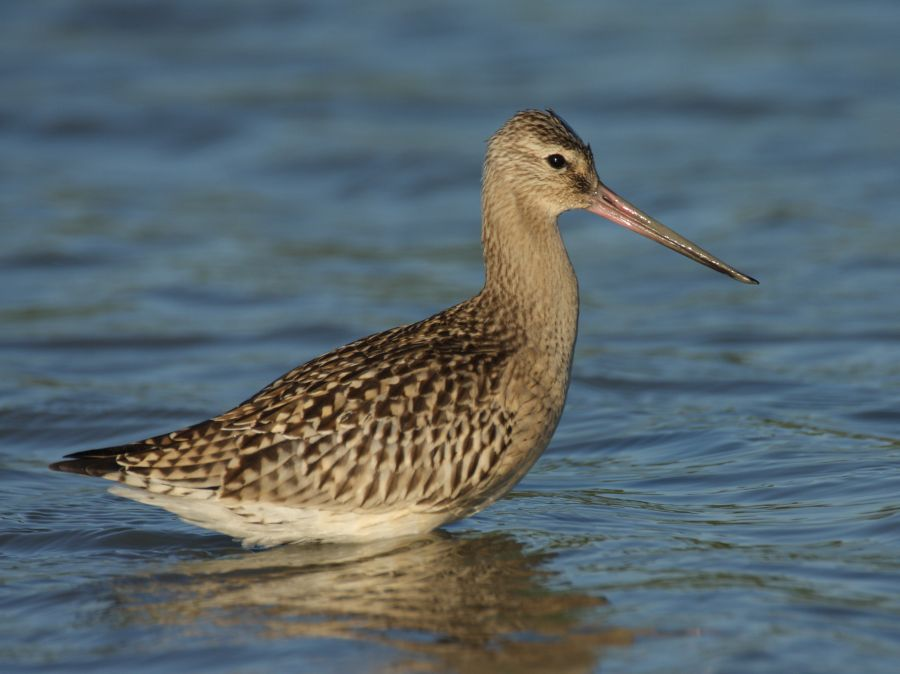
Fiatal példány

A kis goda (Limosa lapponica) a madarak (Aves) osztályának a lilealakúak (Charadriiformes) rendjébe, ezen belül a szalonkafélék (Scolopacidae) családjába tartozó faj.

## Előfordulása
Észak-Amerika, Európa és Ázsia északi részén költ. A magas észak fészkelő madara, költőterülete az északi sarkkörön túl, Észak-Skandináviától Nyugat-Alaszkáig húzódik. Fészkel a Lappföld északi részén, a Kola-félszigeten, a Mezenyi- és a Csosa-öböl partvidékén, a sarkkör mentén a Pecsorától az Ob-öbölig és a Jenyiszej torkolatvidékén (Limosa lapponica lapponica); továbbá a Hatanga torkolatától a Léna-deltán, a Jana-Indigirka- és a Kolima-alföldön át a Csukcs-félszigetig, illetve Alaszka nyugati partvidékéig (Limosa lapponica baueri). A két elfogadott alfaj között éles határvonalat húzni nem lehet, az Észak-szibériai-alföldön, a Hatanga torkolatának környékén élő madarak mind méretben, mind színezetben átmenetet mutatnak a kettő között, e madarakat egyes szerzők külön alfajnak tekintik (Limosa lapponica 'menzbieri').
Elsősorban a tundra tengerpartokhoz közeli alacsony részein fészkel, de megtelepszik az erdős tundrán, nedves folyóvölgyekben, vízközeli nyílt vörösfenyvesekben is; Alaszkában alacsonyabb hegyoldalakon, a hegyi tundra kőgörgetegein is költ, de jobban kedveli a füves élőhelyeket; a Lappföldön erdőkkel szegélyezett mocsaras területeken, tőzegmohalápokon fészkel.

## Alfajai
- Limosa lapponica lapponica
- Limosa lapponica anadyrensis
- Limosa lapponica baueri
- Limosa lapponica menzbieri
- Limosa lapponica taymyrensis

## Megjelenése
Átlagos testhossza 37–39 centiméter, szárnyfesztávolsága 70–80 centiméteres, testtömege pedig 230–450 gramm közötti. A tojó nagyobb, mint a hím. Csőre hosszú, keresgéléshez kiválóan használható.

## Életmódja
Gerinctelen állatokkal, rovarokkal és lárváikkal, puhatestűekkel és gyűrűsférgekkel táplálkozik.

## Szaporodása

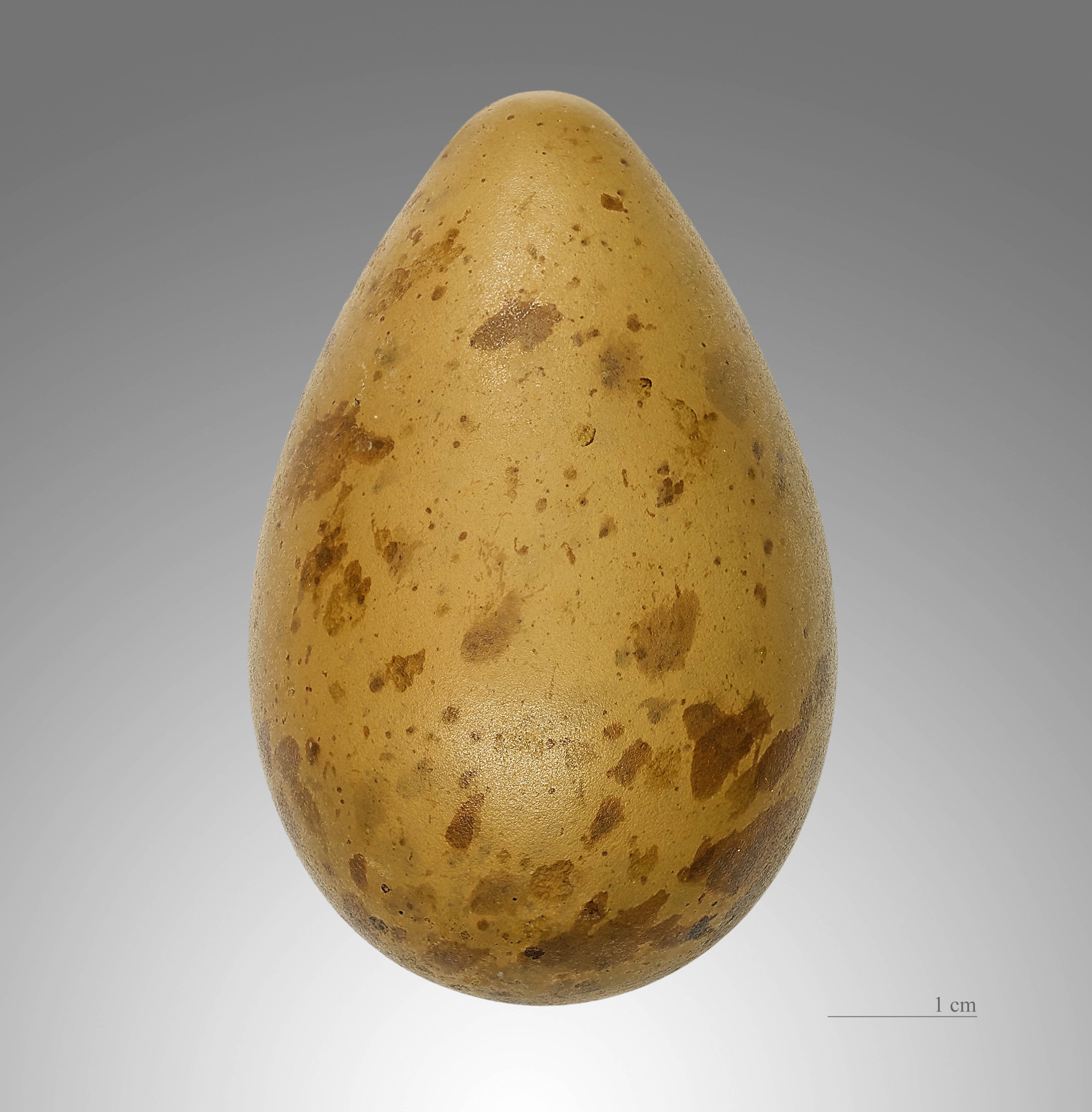
Limosa lapponica

A földre rakja növényi anyagokból készített fészkét. Fészekalja 3-4 tojásból áll, melyeken 20-21 napig kotlik.

## Vonulása
Hosszú távú vonuló. A keleti alfaj (Limosa lapponica baueri) telelőterülete Dél-Kínától Indonézián át Ausztráliáig és Új-Zélandig húzódik; a madarak nagy része Új-Zéland partjain telel. A nyugati alfaj (Limosa lapponica lapponica) a Balti-tenger partvidékén vonulva éri el telelőterületét a Brit-szigetek és az Északi-tenger partjain, illetve tovább, Európa és Afrika atlanti partvidékén; a Vörös-tenger partjain telelők a Fekete-tenger és a Földközi-tenger keleti partjain át, a Perzsa-öböl és az Arab-tenger partvidékén telelők valószínűleg a Volga és a Kaszpi-tenger mentén érik el telelőterületüket. Ritkán Kelet-Afrika partjain is megjelenhet. E két utóbbi, keleti vonulási útvonal kevésbé jelentős; a madarak döntő többsége Északnyugat-Európában és Nyugat-Afrikában telel.
Vonulás közben és télen goda jellegzetes tengerparti madár. Leginkább a sekély tengeröblökben, homokos partokon (többnyire az árapályzónában) tartózkodik, de partközeli szennyvízülepítőkön is előfordul. A szárazföld belsejébe csak nagyon ritkán vetődik.
A Balti- és az Északi-tenger partvidékén az őszi vonulás júliustól októberig tart, a csúcs július végén, augusztus elején van. Az öreg madarak a költés után teljes vedlést végeznek, mely többnyire még a költőterületen megkezdődik, a vonulás idejére azonban megszakad, így Nyugat-Európába már részben téli tollazatban érkeznek. Itt tovább vedlenek, egyik legismertebb vedlőhelyük a Watt-tenger. Sok madár azonban nem itt vedlik, hanem gyorsan továbbvonul, és a nyugat-afrikai telelőhelyeken fejezi be a vedlést. A Nyugat-Európában vedlők egy része a vedlés után ugyancsak továbbvonul Nyugat-Afrikába, más részük egész télen a Brit-szigetek partjain és a Watt-tengeren marad.
A madarak a telelőhelyeket március végén, áprilisban hagyják el, ilyenkor még téli tollazatukban ismét a vedlőhelyeken gyűlnek össze. Ezek közül tavasszal is a legfontosabb a Watt-tenger, ahol az Európában áttelelt madarak összegyűlnek. Májusig vedlőhelyükön maradnak, és csak a részleges vedlés után indulnak költőterületeikre.
2022 októberében egy fiatal példány megdöntötte a madarak között feljegyzett leghosszabb megállás nélküli repülés rekordját. Az Alaszkából Ausztráliába vonuló madár a Csendes-óceánt átszelve 11 nap alatt 13 558 kilométert tett meg.

### A Kárpát-medencében
Magyarországon ritka vendég, áprilistól májusig és augusztustól októberig, átvonulásai alkalmával. Előfordulásainak egyharmada esik a Dunántúlra, a többi az Alföldre. Leggyakrabban az Észak-Alföldön (a Tiszántúl Köröstől északra fekvő része és a Jászság) látták, ez az összes megfigyelés közel fele. A Dél-Alföldről (a Tiszántúl Köröstől délre elterülő része és a Tisza Körös torkolata alatti szakaszának a jobb partján elterülő halastavak), a Kiskunság és a Gödöllői-dombság területéről, valamint Dél-Dunántúlról csak szórványosan ismert, a Dunántúl északi felén, különösen a Fertőn gyakoribb, az összes megfigyelés negyede származik ebből az országrészből.
A kis godák az őszi vonulás során leggyakrabban a leeresztett halastavakon, az őszi csapolások idején megfigyelhetőek. Ugyancsak fontos vonuló helyek a kiszáradó, vagy kiszáradófélben lévő szikes tavak. Kisebb jelentőségűek a fövenyes, kavicsos tópartok, a füves puszták, elöntött nedves rétek és a szikes puszták. Igen gyakran nagy pólingok csapatához szegődik.
Általában magányos egyedek, vagy néhány példányból álló kis csapatok megfigyelhetőek. Legnagyobb hazánkban látott csapata 18 példányból állt.

## Természetvédelmi helyzete
Magyarországon védett, természetvédelmi értéke 25 000 forint.